# مارسل مرسنیر
مارسل مرسنیر (انگلیسی: Marcelle Mercenier; ۲۱ آوریل ۱۹۲۰ – ۱۳ مارس ۱۹۹۶) نوازنده پیانو، موسیقی‌دان، آهنگساز، و مربی موسیقی اهل بلژیک بود.